# Mark Foster
Mark Derek Foster (San José, 29 de fevereiro de 1984) é um cantor, compositor e músico americano, mais conhecido como vocalista da banda Foster the People. Depois de lutar para criar uma banda de sucesso nos seus 20 anos, Foster finalmente teve sua grande chance como um dos co-fundadores do Foster the People em 2009, junto com seus dois amigos, Mark Pontius e Cubbie Fink. Desde então, a banda lançou três álbuns de estúdio: Torches em 2011, Supermodel em 2014 e Sacred Hearts Club em 2017.

## Vida
Quando menino, Mark participou do Coro infantil da Cleveland Orchestra e tocou bateria, violão e piano. Na adolescência, ele tocava em bandas de garagem. E em 2002, ele se formou na Nordonia High School na cidade de Macedonia, Ohio.

## Carreira

### Início da carreira (2002–2010)

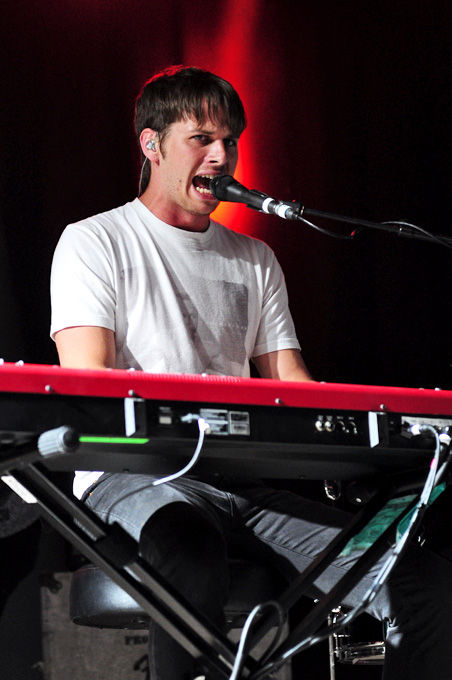
Mark em 2012 se apresentando com o Foster the People

Depois de terminar o colegial em 2002, Mark decidiu seguir o conselho de seu pai para se mudar e morar com um tio em Sylmar, Califórnia, para que ele pudesse estar mais perto de perseguir seus sonhos musicais em Los Angeles.
Os primeiros anos de Foster em Los Angeles foram muito difíceis para ele; Naquela época, ele disse: "Por oito anos, eu apenas passei como um artista faminto, entregando pizzas, dormindo em sofás, dormindo no meu carro e todas essas coisas". Mark trabalhou em vários empregos estranhos durante seus primeiros anos. por conta própria. Isso incluía mesas de espera, casas de pintura, telemarketing e atendimento a bares. Em uma entrevista de 2012 ao The Baltimore Sun, ele falou sobre como ele particularmente valorizava os bartending e incentivava os jovens a seguir seus passos: "As crianças me chamam no Twitter e eu digo para que aprendam a fazer bar-tender. Existem garçons de carreira. em Los Angeles e eles estão ganhando mais de US $ 100.000 por ano.
Nos primeiros seis anos em Los Angeles, Mark não teve muito sucesso ao entrar no ramo da música como artista solo. Quando ele tinha 22 anos, teve a oportunidade de trabalhar com a gravadora do Dr. Dre, Aftermath Entertainment. No entanto, o acordo fracassou e ele ficou sem uma base sólida para uma carreira musical solo. Ele encontrou um trabalho  como músico trabalhando para o comediante Andy Dick, para quem ele escreveu músicas e partituras para projetos de cinema, televisão e curtas-metragens, além de fazer turnês durante um período de cerca de sete anos. Como artista solo, Mark escreveu a música "The Ballad of Andy", detalhando a vida e as tribulações de Dick. Mark também trabalhou como produtor musical, produzindo músicas para bandas como Frodad e The Rondo Brothers, entre outras.
Ao mesmo tempo, Mark lutou contra o vício em drogas, mas depois de ver seu impacto em sua saúde e em seus amigos, decidiu que se reabilitaria. Ele falou sobre sua luta anterior com o vício em 2014. Seu companheiro de quarto, ator e cantor Brad Renfro, também lutou contra o vício em drogas, morrendo de overdose de heroína em 15 de janeiro de 2008. Mark foi o produtor da última música que Renfro gravou. Quinze meses após a morte de seu ex-companheiro de quarto, Mark lançou uma música chamada "Downtown", na qual ele reflete sobre a vida e a morte de Renfro.

### Foster The People (2008–atualidade)
Mark finalmente conseguiu um emprego como escritor comercial de jingles para a gravadora Mophonics em 2008. Nesse cargo, ele foi capaz de escrever jingles para empresas como Honey Bunches of Oats e Verizon. No entanto, ele ainda estava lutando para encontrar as músicas certas para entrar mais na indústria da música. Devido a problemas de Writer's block (Bloqueio criativo) e por não conseguir focar vários elementos de sua música juntos, ele percebeu que precisava de ajuda na forma de membros de uma banda.
No ano seguinte, Mark gravou e lançou seu primeiro e até agora, único álbum solo, Solo Songs. O álbum de nove faixas incluiu versões demo de duas músicas do álbum Torches, "Don't Stop (Color on the Walls)" e "I Would Do Anything For You". Outra música chamada "Polartropic (You Don't Understand Me)" foi apresentada na trilha sonora do filme de animação de 2012 Frankenweenie. Ele fez shows solo em Los Angeles para divulgar seu disco.
Em outubro de 2009, Mark montou uma banda composta por três pessoas, o colega Mark Pontius e o amigo de longa data Jacob "Cubbie" Fink. Pontius gostou tanto do estilo musical de Foster que deixou sua banda Malbec para se juntar a ele como baterista da nova banda. Recentemente, Fink tinha perdido seu emprego em uma produtora de televisão  e como resultado, então ingressou na banda como baixista. A banda inicialmente seria chamada de "Foster and the People", mas depois que a maioria de seus amigos confundiu o nome com "Foster the People", Mark decidiu nomear assim.
A primeira música que Foster lançou com a banda foi "Pumped Up Kicks", uma música sobre violência com armas gravada na Mophonics em 2009. Ele escreveu e gravou a música em cinco horas usando o software Logic Pro, originalmente pretendendo que a primeira versão fosse apenas a demo. A demo acabou se tornando a versão completa da música e "Pumped Up Kicks" foi lançado por Mark no início de 2010. Por meio da internet, a música gradualmente ganhou força com o público, chegando finalmente a programas de televisão e campanhas publicitárias. Em maio de 2010, a banda assinou contrato com a Columbia Records, com a Startime International, para um contrato de vários álbuns devido ao crescente sucesso da música. Foi lançado oficialmente como o primeiro single da banda em 14 de setembro de 2010 e produziria imensos seguidores populares para a banda.
Em janeiro de 2011, "Pumped Up Kicks" foi lançado no primeiro single não comercial da banda, Foster the People, e começou a subir nas paradas americanas alguns meses depois. Foi rotulado como um "Sleeper hit" devido ao seu lento aumento na popularidade. Ela chegou ao número 3 na Billboard Hot 100, começando na semana de 10 de setembro de 2011 e terminando na semana de 29 de outubro de 2011.  Foi indicado ao Grammy de Melhor Performance Pop / Grupo em fevereiro de 2012.
Em 23 de maio de 2011, o primeiro álbum de estúdio da banda, Torches, foi lançado e ganhou a Mark sua segunda indicação ao Grammy, uma de Melhor Álbum de Música Alternativa. Ele afirmou que o álbum foi produzido a partir de "transpiração por inspiração". Ele também alcançou o número 8 na Billboard 200.
Três anos depois, a banda lançou seu segundo álbum, Supermodel, em 14 de março de 2014. Atualmente, é o álbum de estúdio mais alto da Billboard 200 no número 3. Foster disse que o tema do álbum foi influenciado por seu fascínio pela música. "O lado feio" do capitalismo, bem como a popularidade das mídias sociais e as pressões sociais que os humanos sentem. Em resposta, ele o marcou como uma peça que o lembra da fortuna de ter uma comunidade de apoio para manter uma atitude otimista. Ele discutiu com o Los Angeles Times as revelações que teve durante a turnê do álbum anterior que o ajudaram a formular o tema por trás do Supermodel: "Eu fui para a Índia, passei algum tempo no Oriente Médio e fui para o norte da África - lugares onde as prioridades são completamente diferentes. Essas culturas não se concentram nos indivíduos. Elas se concentram nas comunidades. Isso mudou a maneira como encararei a vida. Vi pessoas que tinham alegria e conexões humanas e não têm um milésimo de as coisas que temos aqui. Mas elas têm algo que não temos, 'um senso de comunidade'."
Em 2015, Mark foi produtor da trilha sonora do drama da Segunda Guerra Mundial, Little Boy. Foi sua primeira experiência em gravar pra um filme, e foi especialmente emocionante para ele devido à trilha sonora "guiada por guitarras" que ele criou.
Em 21 de julho de 2017, o Foster the People lançou seu terceiro álbum, Sacred Hearts Club, um álbum influenciado pelas questões globais dos tempos atuais e o sentimento que Mark sentiu por aqueles afetados por eventos associados ao terrorismo, racismo, homofobia e eleições. Mark disse no lançamento do álbum: "Eu queria dar um tapa nas pessoas um pouco, jogar um pouco de água fria nelas. Nesse disco, seria errado fazer isso. Eu senti que as pessoas precisavam de um abraço".

## Vida Pessoal
Em 2013, Foster comprou uma propriedade de US $ 2,1 milhões em Hollywood Hills do ator Maurice Benard.
Uma das principais influências musicais de Mark são os The Beach Boys. Ele e sua banda se apresentaram com eles no Grammy Awards de 2012 e as duas bandas puderam se familiarizar na semana de ensaios que antecederam a apresentação.
Em maio de 2019, ele ficou noivo da atriz Julia Garner, que é mais conhecida por sua performance vencedora do Emmy no filme Ozark da Netflix. Os dois se casaram no sábado, 27 de dezembro de 2019.

## Discografia
Como artista solo
- Solo Songs (2009)

Com Foster the People
- Torches (2011)
- Supermodel (2014)
- Sacred Hearts Club (2017)

Com Kimbra
- "Warrior" (2012) Vocais e instrumentos.

Com K'Naan
- "On the Other Side" (2012) Vocais e instrumentos.

Com Rae & Christian
- "Happy" (2012) Vocais e instrumentos.

Com Madeon
- "Nonsense" (2015) Vocais e instrumentos.

Com The Knocks
- "Ride Or Die" (2018) Vocais e instrumentos.